# واسیلی زایتسف
واسیلی گریگوریویچ زایتسف (Vasily Grigoryevich Zaytsev) در ۲۳ مارس ۱۹۱۵ در منطقه یلِنینسکوی در روسیه تزاری به دنیا آمد.
وی یکی از ماهرترین تک تیراندازان ارتش سرخ بود. زایتسف در مدت خدمتش یعنی سالهای ۱۹۳۷ تا ۱۹۴۵ توانست بیش از ۴۰۰ نفر از نظامیان ارتش ورماخت آلمان و نیروهای محور از جمله ۱۱ تک تیرانداز دشمن را از پای درآورد.
او داوطلبانه به جبهه‌های جنگ رفت و از نمادهای میهن‌پرستی روسیه است؛ و سر انجام در ۱۵ دسامبر ۱۹۹۱ در اثر بیماری در شهر کیف درگذشت.

## سینما
فیلم سینمایی دشمن پشت دروازه‌ها به کارگردانی ژان-ژاک آنو گوشه‌ای از حوادث دوران زندگی وی را به تصویر می‌کشد.